# Au-delà de la nuit
Au-delà de la nuit est un roman de Jean-Pierre Bastid et Jacques Faber publié en 2008 aux éditions Les Presses du Midi.

## Le roman
Un immense manoir en Pologne est à vendre. C'est le comte Tarnowski lui-même qui l'a habité avant la mort de son fils dans ce terrible incendie. Seule la gouvernante vit toujours dans la demeure et ouvre la porte au docteur Aleksander Krajewsk...

## Édition
En 2008, aux Presses du Midi (maison d'édition)  (ISBN 9782878678895).